# Abraham Pihl
Abraham Pihl, född den 3 oktober 1756 i Gausdal, död den 20 maj 1821, var en norsk präst och astronom; farfar till Oluf och Carl Abraham Pihl.
Pihl var från 1789 präst i Vang, Hedemarken, där han 1803 blev prost. År 1785 anställdes han som den förste astronomiske observatorn i Norge; som sådan utförde han även många geografiska ortsbestämningar på olika håll i landet. Han var en utmärkt skicklig mekaniker och utvecklade många slags vetenskapliga instrument. Bland hans avhandlingar märks Om Chronometrets Anvendelse til at finde den geographiske Længde paa det faste Land (i "Dansk Videnskabsselskabs Skrifter", IV, 1805-06).